# Phaethornis aethopyga
Phaethornis aethopyga là một loài chim trong họ Trochilidae.